# Olle Petrusson
Olle Petrusson, né le 14 novembre 1943 à Nälden, est un biathlète suédois. Il a notamment remporté la médaille de bronze olympique en relais 4×7,5 km lors des Jeux olympiques de 1968 à Grenoble en France. Il est également double médaillé de bronze en relais en 1966 et en 1967.

## Palmarès

### Jeux olympiques d'hiver
- Médaillé de bronze en relais 4×7,5 km lors des Jeux olympiques d'hiver de 1968 à Grenoble ( France)

### Championnats du monde
- Médaillé de bronze en relais 4×7,5 km lors des Championnats du monde 1966 à Garmisch-Partenkirchen ( Allemagne de l'Ouest)
- Médaillé de bronze en relais 4×7,5 km lors des Championnats du monde 1967 à Altenberg ( Allemagne de l'Est)